# Ardźuna

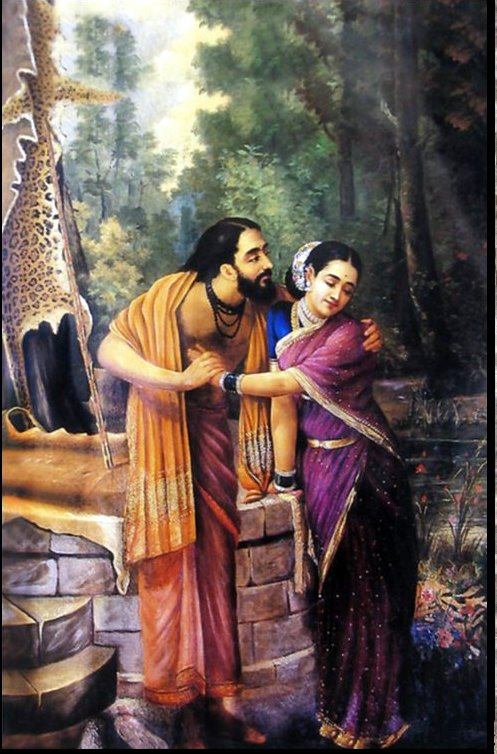
Ardźuna i Subhadra

Ardźuna (dewanagari: अर्जुन), jeden z bohaterów eposu Mahabharata (w tym Bhagawadgity) – niebiański łucznik, przyjaciel Kryszny i Jego towarzysz na polu bitwy Kurukszetra. Jeden z pięciu braci Pandawów, syn Kunti i Pandu otrzymany od króla bogów Indry.

## Formy kultowe

### Imiona
Ardźuna urodził się w miesiącu Phalguna (luty-marzec) i dlatego jest on również nazywany Phalguni.
Znany jest też pod wieloma innymi imionami, m.in.:
- Partha
- Jishnu
- Kireedi
- Shwethavahana
- Bheebhadsu
- Vijaya
- Phalguna
- Savyasajee
- Dhananjayah
- Kaunteya

## Recepcja w literaturze religijnej

### Bhagawatapurana
Wasudewa, ojciec Pana Kryszny i wuj Ardźuny, przysłał swojego reprezentacyjnego kapłana Kaśjapę, aby oczyścił Ardźunę przez wszystkie przepisane samskary, czyli procesy reformacyjne. Samskara nadania imienia została przeprowadzona w obecności ryszich, mieszkańców Śataśryngi. Ardźuna miał cztery żony: Draupadi, Subhadrę, Citrangadę i Ulupi, od których dostał czterech synów o imionach: Śrutakirti, Abhimanju, Babhruwahan i Irawan.
W młodości podjął naukę sztuki wojennej pod kierownictwem wielkiego bramina Dronaćarji, wraz z innymi Pandawami i Kaurawami. Od początku widoczne było, że Ardźuna jest pilny i utalentowany oraz że prześciga innych pod wieloma względami. Był tak zapalonym uczniem, że zwykł praktykować łucznictwo nawet w nocy. Wszystko to sprawiło, że Dronaćarya zaczął darzyć go szczególną sympatią i postanowił uczynić najlepszym łucznikiem na świecie.
Rody królewskie Manipury i Tripury są potomkami syna Ardźuny, Babhruwahany.

### Bhagawadgita
Uważając Ardźunę za swojego najlepszego przyjaciela Kryszna ponownie wygłosił na polu bitewnym Kurukszetra filozoficzne dyskusje Bhagawadgity.

### Padmapurana
W Padmapuranie znajduje się opis przemiany Ardźuny w kobietę. Dzięki postaci kobiecej Ardźuna wszedł w relację miłosną z Kryszną. Przemiana Ardźuny odbyła się za sprawą łaski zesłanej przez boginię Tripurasundari.